# Steve Harper (Fußballspieler, 1975)
Stephen Alan „Steve“ Harper  (* 14. März 1975 in Easington) ist ein ehemaliger englischer Fußballtorwart.

## Karriere
Seine fußballerische Karriere begann er 1992 bei Seaham Red Star. Dort blieb er nur für ein Jahr und wechselte 1993 zu Newcastle United. Zwischen 1995 und 1998 wurde Steve Harper an diverse Vereine ausgeliehen und war insgesamt zwölf Jahre Ersatztorhüter hinter dem Iren Shay Given. Sein Debüt für Newcastle United hatte er am 28. November 1998 gegen den FC Wimbledon gegeben. Durch den Wechsel von Shay Given zu Manchester City im Februar 2009 ist er jetzt die „Nummer 1“ der „Magpies“.